# Des Allemands
Des Allemands è un census-designated place (CDP) degli Stati Uniti d'America, situato nello stato della Louisiana, diviso tra la parrocchia di St. Charles e la parrocchia di Lafourche.